# Sköntorpsvägen

Sköntorpsvägen är en gata i stadsdelen Årsta i Söderort inom Stockholms kommun. Gatan sträcker sig från Sköntorps busshållplats i nordväst till Sköntorpsplan i öst. Buss 160 och buss 164 trafikerar en del av gatan. Det finns en Ica-affär på Sköntorpsvägen. Gatan namngavs 1941 efter en lägenhet som hette Sköntorp, som låg under Årsta gård.

## Galleri

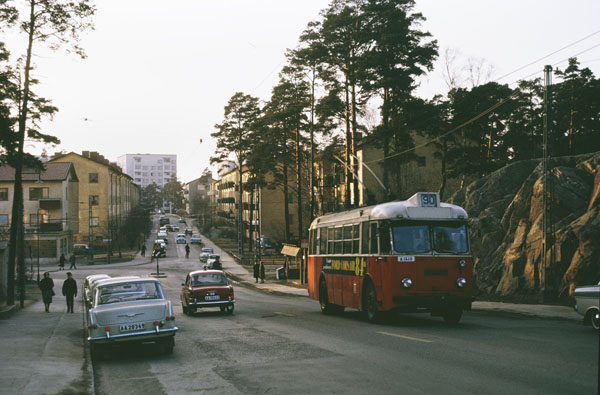
En trådbuss på linje 90 i Årsta, åker på Sköntorpsvägen, april 1964. I bildens vänstra kant syns korsningen med Hjälmarsvägen.
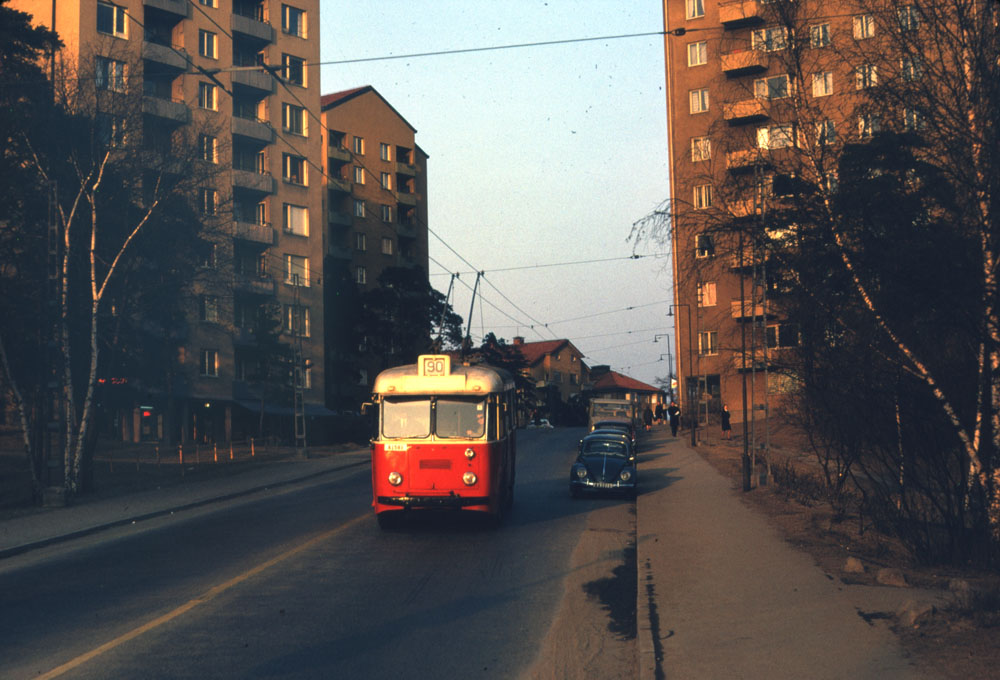
En trådbuss på linje 90 på Sköntorpsvägen, april 1964.
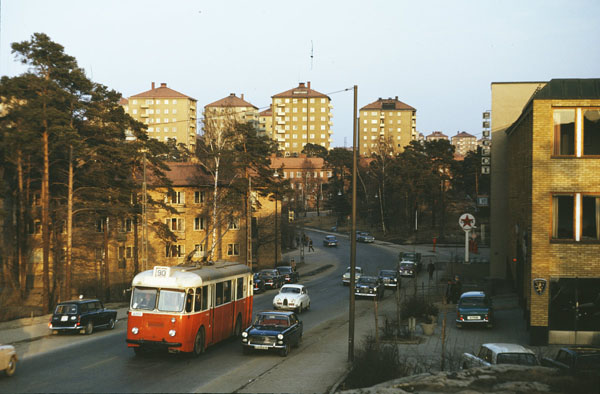
En trådbuss på linje 90 på Sköntorpsvägen, april 1964.